# Towers Entertainment
Towers Entertainment fue una empresa mexicana fundada en el año 2002 y radicada en la Ciudad de México, dedicada al entretenimiento infantil y juvenil, que maneja géneros como caricaturas, películas, pero especialmente anime. Es también pionera de la presentación de Box-Set especial de colección en México.

## Series que distribuye
- The SoulTaker (Serie)
- Madeline (Película)
- G-Saviour (Película)
- Saint Seiya (Episodios 1-114 en Distintas Ediciones Boxset)
- Saint Seiya (Películas 1-5 en 2 Versiones de Boxset)
- Saint Seiya Hades: La Saga del Santuario (Episodios 0-13 en 5 Volúmenes)
- Saint Seiya Hades: La Saga del Infierno (Episodios 14-25 en 4 Volúmenes)
- Saint Seiya Hades: Campos Eliseos (Episodios 26-31 en 2 Volúmenes)
- Saint Seiya Omega (Episodios 1-10 en 2 Volúmenes)
- Dragon Ball Z (Películas 11-13 en Discos Individuales)
- Dragon Ball GT (Especial de TV)
- Super Once (Episodios 1-26 en 1 Boxset)
- Super Campeones (Películas 1-4 en 1 Boxset)
- Sailor Moon (Episodios 1-107 en 5 Boxset)
- Candy Candy (DVD y Blu-Ray)
- Señorita Cometa (Episodios 1-48 en 2 Boxset)

## Trivia
- Ellos comisionaron para América Latina el doblaje para DVD de Saint Seiya: La saga de Hades. El doblaje del Capítulo del Santuario ha recibido críticas mixtas entre los fanes, sin embargo el doblaje del Capítulo del Infierno en contraposición obtuvo críticas positivas en su mayoría[cita requerida]. Y finalmente Campos Elísios fue en general bien visto por los fanes gracias a la participación de Carlos Segundo y Humberto Vélez en sus roles de Thanathos e Hypnos.